# Im Land der Bären
Im Land der Bären ist ein 2014 erschienener französischer 3D-Dokumentarfilm von Guillaume Vincent.

## Handlung
Die Dokumentation zeigt Kamtschatka in Russland. Die Landschaft ist geprägt von Vulkanen und liegt weit weg von der menschlichen Zivilisation. 15.000 bis 20.000 Bären leben auf der Halbinsel. Der Winter dauert acht Monate, während derer die Bären ihre Winterruhe halten.
Es wird ein vierjähriger Bär gezeigt, der sein Winterlager verlassen hat und sich zum Dolina Geiserow, dem Tal der Geysire, begibt. Dort trifft er auf seine Schwester. Ebenfalls im Tal findet sich eine Bärenmutter mit ihren zwei Jungtieren. Ein zwölf Jahre alter Bär wird bei nach einem Aufwachen aus dem Winterschlaf gezeigt. Nach ihrer Winterruhe grasen die Bären, um ihren Verdauungstrakt wieder an Nahrung zu gewöhnen.
Im Pazifik machen sich derweil die Lachse zum Laichen zurück auf den Weg in ihre Heimatfließgewässer, wo die Bären, aber auch Seelöwen, bereits auf die Fische warten. Auch die Bärenmutter mit ihren Jungen hat sich auf die Lauer gelegt. Die Bären fressen 50 Fische am Tag, um Fettreserven für den nächsten Winter anzulegen.
Ein besonders reichhaltiges Aufgebot an Lachsen findet sich im Kurilensee. Unter den fort fischenden Bären kommt es bisweilen zu Rivalitäten. Ein junger Bär scheint mehr an einem gleichaltrigen Weibchen und seiner ersten Begattung interessiert.
Die Rotfärbung der Lachse, die mit Eintritt in die Süßwassergewässer ihre Nahrungsaufnahme eingestellt haben, deutet auf das Saisonende hin. Die Bären finden sich nun an den immer weniger werdenden Fangstellen in Gruppen ein. Die Bärenmütter müssen dabei nicht nur die Fische fangen, sondern auch ihren Nachwuchs beschützen. Bärenwaisen versuchen, Fisch von jüngeren Bären zu stehlen.
Als die Fischsaison endet, zieht es die Bären in ihre Höhlen in höherer gelegenen Regionen. Damit zeigt sich das Leben der Bären als ein Kreislauf: Im Sommer sorgen die Bären durch die Anlage von Fettreserven für die Winterruhe fort, die sie im Winter begehen und von der sie sich im Frühjahr erholen, um dann im Sommer für den nächsten Winter vorzusorgen.

## Rezeption
Britta Kretschmer lobte die beeindruckenden Bilder und die passende musikalische Untermalung, kritisierte aber, dass durch den Erzähler der Eindruck erweckt werde, es sei eine Bärenfamilie über ein ganzes Jahr begleitet worden, obwohl sich dies nicht aus dem Making-of ergäbe. Durch die Beschränkung auf Fakten hätte der Film „eine richtig tolle Tierdoku“ sein können.
Laut Lexikon des internationalen Films bietet der Film „nur wenig innovative, gleichwohl immer wieder aufs Neue faszinierende Bilder und dramatisiert seine Beobachtungen zu Abenteuern, die Tierkinder auf dem Weg zum Erwachsensein zu bestehen haben.“